# ズビグニェフ (ポーランド公)
ズビグニェフ （Zbigniew、1070年? - 1112年）は、ポーランド大公（ポーランド王に列せられている）。

## 生涯
1070年頃、ヴワディスワフ1世ヘルマンの第一子として生まれた。母親は氏名不詳の愛妾であり、ズビグニェフは宮廷から遠ざけられ、12年あまりをドイツのクヴェードリンブルク修道院で過ごした。1093年、彼は父と敵対する強力なヴォイヴォド、シエチェクによってポーランドへ連れてこられた。1098年、ズビグニェフと異母弟ボレスワフは、シエチェクを流刑にした父親より優勢となり、父からそれぞれ領土を分割して与えられた。1102年から1106年（または1107年）の間、ズビグニェフはポーランド大公であった。
1107年、ズビグニェフは異母弟ボレスワフ3世によって国から追放され、神聖ローマ皇帝ハインリヒ5世の支援を求めてドイツへ逃げた。1109年に行われた皇帝のポーランド遠征にズビグニェフも加わるが、フントシュベルトの戦いでボレスワフ3世に退けられた。
1112年、ズビグニェフは罠だと知らずにポーランドへおびき寄せられた。彼は両目を潰されてのち死んだという。